# Marie-des-Neiges de Portugal
Titres
Épouse du prétendant au trône d'Espagne
2 octobre 1931 – 29 septembre 1936
(4 ans, 11 mois et 27 jours)
Épouse du prétendant aux trônes de France et de Navarre
2 octobre 1931 – 29 septembre 1936
(4 ans, 11 mois et 27 jours)
Marie-des-Neiges de Bragance (appelée par certains auteurs, Marie-des-Neiges de Portugal,) — en portugais : Maria das Neves de Bragança et en espagnol : María de las Nieves de Braganza, prétendant au titre d'infante de Portugal puis qui porta à partir de 1931, par son mariage, le titre de courtoisie de duchesse de San Jaime. 
Elle est née le 5 août 1852 à Kleinheubach, dans le royaume de Bavière (aujourd’hui en Allemagne) et décédée le 15 février 1941 à Vienne. C'est une fille de l'ex-roi Michel Ier de Portugal, de la maison de Bragance, et l'épouse d'Alphonse-Charles de Bourbon, prétendant aux trônes de France et d'Espagne.
Marie-des-Neiges s'est notamment illustrée aux côtés de son époux durant la Troisième guerre carliste (1872-1876).

## Biographie

### Famille
Maria das Neves Isabel Eulália Carlota Adelaide Micaela Gabriela Rafaela Gonzaga de Paula de Assis Inês Sofia Romana de Bragança, née le 5 août 1852 à Kleinheubach, résidence bavaroise de ses parents en exil. L’infante appartient à la branche migueliste de la maison de Bragance. Son père ayant été déchu de ses droits au trône de Portugal après la guerre civile l'ayant opposé aux forces de sa nièce Marie II, le titre de courtoisie d'infante qu'elle reçoit à la naissance ne lui est reconnu que par les partisans de sa famille.

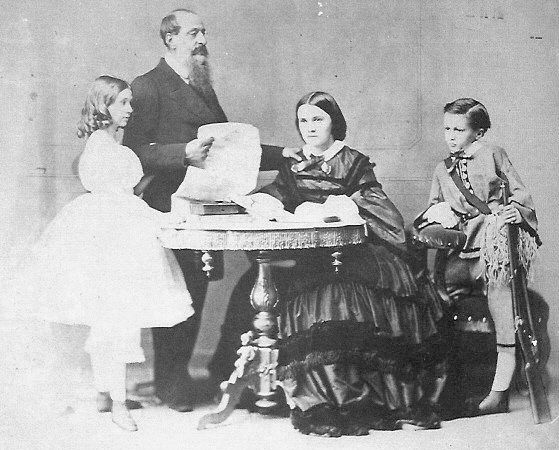
Marie-des-Neiges avec ses parents et son frère Miguel vers 1865.

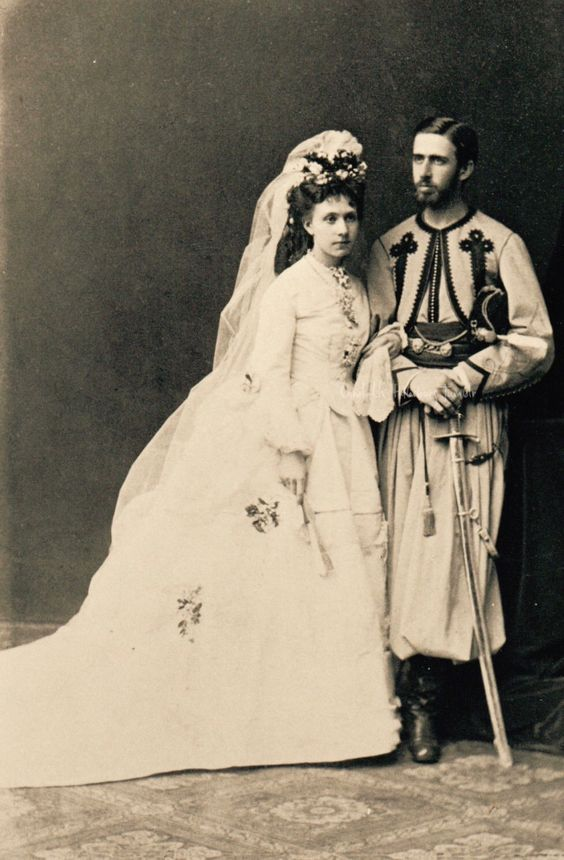
Marie des Neiges et son époux en 1874.

L'infante Marie-des-Neiges est la fille aînée du roi déchu Michel Ier de Portugal (1802-1866) et de son épouse la princesse Adélaïde de Löwenstein-Wertheim-Rosenberg (1831-1909).
Par ses sœurs, elle est la tante de plusieurs monarques européens tel que la grande-duchesse Charlotte de Luxembourg et de l’époux de cette dernière mais aussi de l’impératrice Zita d’Autriche etc… 
Le 26 avril 1871, l'infante Marie-des-Neiges épouse l'infant Alphonse de Bourbon (1849-1936), deuxième fils de l'ex-infant d'Espagne et ancien prétendant carliste Jean de Bourbon (1822-1887) et de son épouse Marie-Béatrice de Modène (1824-1906).
De leur mariage ne naît qu’un enfant qui meurt quelques heures après sa naissance en 1874[Information douteuse].
Marie-des-Neiges est la sœur aînée de Marie-Anne, grande-duchesse de Luxembourg, Marie-Thérèse, archiduchesse d’Autriche, Antoinette, duchesse de Parme ou encore de Marie-Josèphe, duchesse en Bavière et de Aldegonde, comtesse de Bardi et princesse de Bourbon-Parme.

### Vie maritale

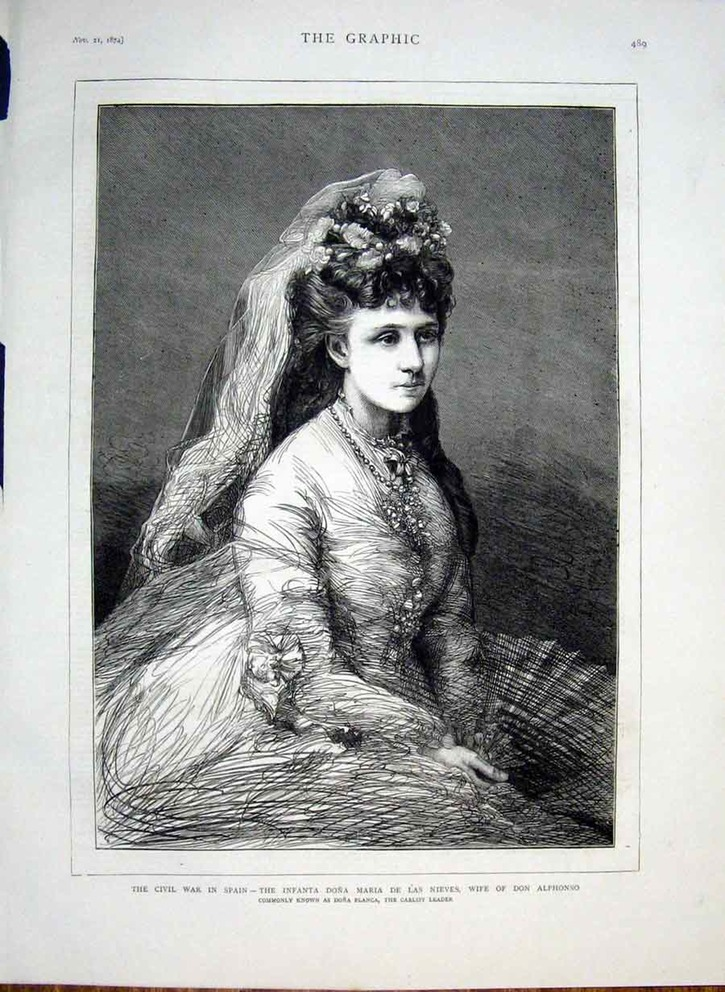
Marie des Neiges, duchesse de San Jaime en 1874.

Mariée, en 1871, à l'infant Alphonse de Bourbon, Marie-des-Neiges combat à ses côtés en Catalogne durant la Troisième guerre carliste (1872-1876). Mais le soulèvement est un échec et le couple retourne vivre en Autriche-Hongrie.

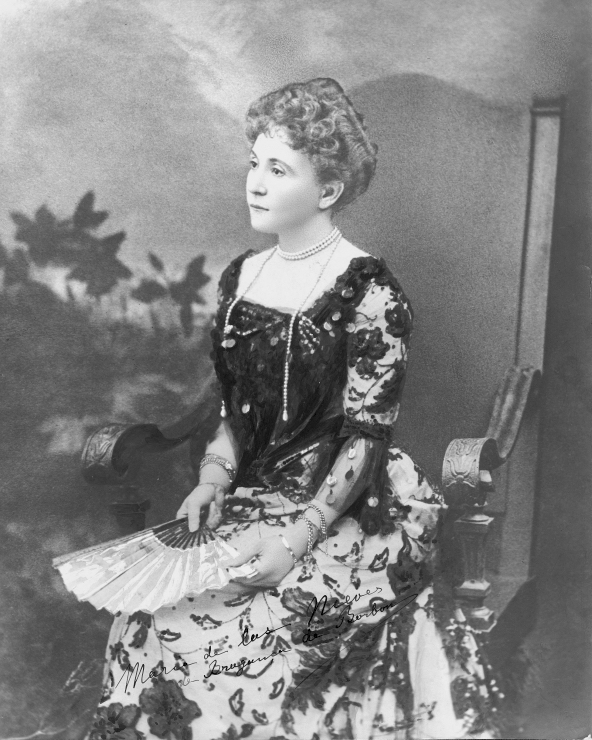
Marie des Neiges, duchesse de San Jaime vers 1890.

En 1931, Alphonse de Bourbon devient à la fois prétendant carliste au trône d’Espagne (comme Alphonse-Charles Ier) et prétendant légitimiste aux trônes de France et de Navarre (comme Charles XII). Dans le même temps, l'infante Marie-des-Neiges devient à 79 ans, pour les partisans de son époux, la reine de France et de Navarre et la reine des Espagnes.
Marie-des-Neiges est la marraine de sa petite-nièce la princesse Marie-des-Neiges de Bourbon-Parme, fille du « duc » François-Xavier de Bourbon-Parme.

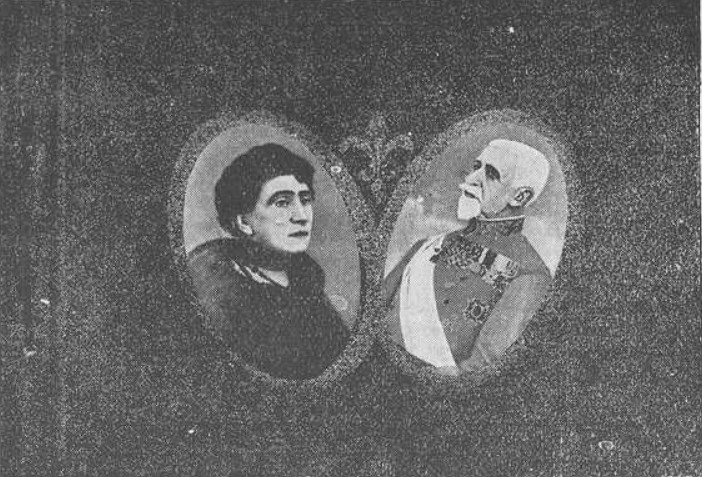
Les époux vers 1932.

## Titulature et Honneurs

### Titulature
- 5 août 1852 - 19 septembre 1853 : Son Altesse Royale la princesse royale de Portugal.
- 19 septembre 1853 - 26 avril 1871 : Son Altesse Royale l'infante Marie des Neiges de Portugal.
- 26 avril 1871 - 29 septembre 1936 : Son Altesse Royale la duchesse de San Jaime, infante de Portugal.
- 29 septembre 1936 - 15 février 1941 : Son Altesse Royale la duchesse de San Jaime, duchesse d'Anjou, infante d'Espagne.

### Honneurs
- Dame de première classe de l'Ordre de la Croix étoilée.
- Dame grand-croix de l’Ordre sacré et militaire constantinien de Saint-Georges.
- Dame de l’Ordre Royal de Sainte-Isabelle de Portugal.
- Dame de l’Ordre de la reine Marie-Louise.
- Dame de l’Ordre de Sainte-Elisabeth
- Grand-Croix de l'Ordre d'Elisabeth[6].

### Œuvre
- (es) María de las Nieves de Braganza, Reina de España, Mis Memorias. Sobre nuestra campaña en Cataluña en 1872 y 1873 y en el Centro en 1874, Actas Editorial, Colección Luis Hernando de Larramendi, Madrid, 2002  (ISBN 84-9739-027-X).

### Biographies
- (ca) Cèsar Alacala, « Memòries de Maria de les Neus Bragança » dans El Carlisme i la dona: V Seminari d'Història del Carlisme (Solsona, 13 y 14 de mayo de 1998), Fundación Francesc Ribalta, Barcelone, 1999, p. 153–169.
- (es) Juan Antonio López Cordero et Enrique Escobedo Molinos, « María de las Nieves de Braganza, su paso de incógnito por tierras gienenses en 1892 » dans En Contraluz no 6,  Asociación Cultural Arturo Cerdá y Rico, Cabra del Santo Cristo, août 2009, p. 339-350 (Lire en ligne)
- (es) Miguel Romero Saiz, Dª Blanca, una reina sin corona bajo el carlismo, Alderabán Ediciones, 2011  (ISBN 9788495414786)